# 卢夏
卢夏是意大利威尼托大区罗维戈省的一个镇，人口约3600（2004年）。